# Caney (Oklahoma)
Caney è un comune degli Stati Uniti d'America, situato nello Stato dell'Oklahoma, nella Contea di Atoka.